# Dani se
Dani se! je leta 1932 napisana drama Jožeta Moškriča. Drama je bila njegova najbolj izvirna stvaritev, vendar je bila prezahtevna za delavski oder. Uprizorjena je bila samo enkrat, leta 1935, na Jesenicah.

## Osebe
- Dr. Karič: tajnik delniške družbe
- Graser: prvi ravnatelj
- Moser: drugi ravnatelj
- Dolšek, Kalin: delničarja
- Dular: delovodja
- Zalar: centralni tajnik Delavske zveze
- Žunič: centralni tajnik Strokovne zveze
- Jeraj, Bober: zaupnika
- Skalar, Traven, Mrak: delavci z ženami in otroki
- Marko: voditelj stavkokazov
- Orožnik
- delavci, delavke

## Obnova

### 1. dejanje
Zaradi gospodarske krize čisti dobiček tovarne pada, vodilni ga skušajo ohraniti na račun delavcev, skrajšajo jim delavnik in znižajo plačo. Graser svari: siromaški delavci niso dobri potrošniki, s tem industrija sama sebi koplje grob! Vendar ga drugi ne poslušajo, Moser v primeru stavke računa, da si bosta obe Zvezi spet skočili v lase in s tem delavce razcepili; z Zalarjem in Žuničem, tajnikoma obeh Zvez, je že večkrat uspešno sodeloval, saj skušata oba drug drugega izpodbiti. To se tudi res zgodi, oba tajnika na shodu delavcev tako prepričljivo govorita zoper stavko in za pogajanja, da ju delavci drugega za drugim pošljejo kot pogajalca k lastnikom. Vsak od njiju »izbori« (že prej z lastniki domenjene)malenkostne olajšave, ki jih delavci ogorčeno odklonijo in se soglasno odločijo za stavko. Jeraj jih opozori, da bo boj hud, vzdržali bodo le, če bodo pogumni, pripravljeni na žrtve in solidarni.

### 2. dejanje
Stavka traja že dva meseca, Zvezi pa sta odklonili podporo, ker so delavci začeli stavkati zoper voljo Žuniča in Zalarja. Beda in lakota sta hudi, marsikoga se polašča obup,  po hišah hodi Dular, ponuja denar in skuša posameznike dobiti za stavkokaze. A delavci se držijo, še odločnejše pa so njihove žene, ki sklenejo, da bodo z otroki vred šle nad tovarno. Jeraj in Bober skličeta shod, delavci naj se odločijo, ali bodo še stavkali. Žunič, ki se je sam povabil na shod, napenja vse sile, da bi delavce pripravil h kapitulaciji, pove jim tudi, da bo tovarna vsak čas dobila 50 stavkokazov. Prestrašeni in zbegani delavci se obrnejo zoper svoje zaupnike, Bobra in Skalarja, ki jim govorita, da je treba vzdržati, zmerjajo ju z izdajalcema in sprejmejo Žuničeve sugestije. Tedaj se iz mesta vrne Jeraj: Zalar je bil Delavsko zvezo ves čas napačno obveščal, zadrževal je tudi prispevke zanje, zdaj pa je Zveza priznala upravičenost njihovega boja, z njimi pa je tudi delavstvo iz vse Slovenije, podporo pošiljalo iz Trbovelj, Celja, Tržiča, Kranja… Razpoloženje med delavci se v trenutku obrne, zdaj pitajo z izdajalcem Žuniča, ki pa ne popusti in jih spet skoraj prepriča v svoj prav. Tedaj prispejo stavkokazi, razburjenje prikipi do viška, a Marko, voditelj novih delavcev, pove, da ne bodo lomili njihovega boja, tovarna jih je prevarala, češ da želi razširiti obratovanje, pri prevari pa da je pomagal Žunič. Delavci tajnika pretepejo in ga vržejo skozi vrata, se pobratijo s stavkokazi in skupaj odidejo pred tovarno, kjer so že njihove žene. Medtem tovarniško vodstvo, v hudi stiski zaradi neizpolnjenih naročil, že pomišlja, da bi popustilo.  A Graser je tokrat neizprosen, zaradi lakote in stavkokazov računa na skorajšnji zlom delavcev. Toda pretepeni Žunič prinese slabe novice, za njim prihiti Dular z vestjo, da gredo delavci nad tovarno. Vodilne popade smrtni strah, od orožnikov zahtevajo, naj streljajo v množico, Žunič in Dular pa celo provocirata, da bi prišlo do nasilja. Na srečo orožniški poveljnik umiri položaj, aretira oba provokatorja in se celo zavzame za to, da tovarniška blagajna Markovim stavkokazom plača potne stroške. Vodstvo se mora vdati, Bober, Jeraj in Skalar pridejo na pogajanja; ne bodo popuščali, zavedajo se, da so močnejši od tovarne. Graser skrušeno prizna, da se je uračunal, treba bo pristati na zahteve delavcev, sicer bo tovarno vzel vrag. Delavci se navdušujejo nad zmago, a Jeraj jih opozori, da boja ni konec, kajti sporazuma med delom in kapitalom ne more biti, socialna nasprotja v svetu se zaostrujejo, treba se so nenehno boriti za pošten kos kruha – če jim ga ne bodo dali, si ga bodo vzeli sami! Na te besede Graser resignirano potoži, da prihajajo težki časi: delovno ljudstvo se drami, zahteva svoje pravice in dobilo jih bo. Sreča, da je že star, ne bo mu treba gledati grozot, ko se bo rušila stara in gradila nova družba.